# 3890 Bunin
3890 Bunin је астероид главног астероидног појаса чија средња удаљеност од Сунца износи 2,330 астрономских јединица (АЈ).
Апсолутна магнитуда астероида је 13,3.